# Воронов, Владимир Сергеевич
Владимир Сергеевич Воронов (17 августа 1923, Тамбовская губерния — 9 июня 1990, город Мытищи) — командир расчёта 45-мм орудия 1038-го стрелкового полка, старший сержант — на момент представления к награждению орденом Славы 1-й степени.

## Биография
Родился 17 августа 1923 года в селе Преображеновка (ныне — Жердевского района Тамбовской области). Жил в городе Красноярске. Окончил 8 классов, работал токарем на Красноярском машиностроительном заводе. С первых же дней войны молодые рабочие стали записываться добровольцами на фронт. Ходил в военкомат и Владимир.
В августе 1941 года был призван в Красную Армию. После трехмесячного обучения направлен под Москву в 301-й учебный батальон. На фронте с января 1942 года. В мае того же года на Юго-Западном фронте сержант Воронов участвовал в Барвенковской наступательной операции. Стал наводчиком орудия, был тяжело ранен.
После выздоровления направлен в 351-ю стрелковую дивизию, на Северо-Кавказский фронт. Со своим орудием сержант Воронов следовал в боевых порядках пехоты, подавляя огневые точки противника. Снова был ранен (в этот раз легко и вскоре выписался из госпиталя). Службу продолжил командиром орудия в 295-й стрелковой дивизии, с которой прошёл до конца войны. Член ВКП/КПСС с 1943 года.
В боях за хутор Плавинский и станицу Крымскую подразделениям дивизии предстояло преодолеть полосу плавней. Чтобы сделать её непроходимой, противники взорвали плотину и затопили низину водой. Сколотив небольшие плоты, артиллеристы ночью подвезли к воде, погрузили на них пулеметы, боеприпасы и легкую артиллерию. Сержант Воронов закрепил своё 45-миллиметровое орудие так, чтобы можно было вести огонь с плота. Рядом вброд двигалась пехота, осторожно раздвигая густые заросли камыша. Когда противники открыли огонь из пулеметов, Воронов несколькими выстрелами прямо с плота подавил пулеметные точки противника. Бойцы бросились на берег, внезапность сыграла свою роль, и станица и хутор были освобождены. За этот бой сержант Воронов получил первую боевую награду — медалью «За отвагу».
В районе Запорожья дивизион Воронова сопровождал танки. Сержант прицепил орудие к танку, а расчет разместил на броне машины. Когда на поле боя показались вражеские танки и самоходные орудия, 45-миллиметровку отцепили и замаскировали. Советская машина двинулась навстречу вражескому танку, но тут же, отстреливаясь, стала пятиться назад. Противники приняли этот манёвр за трусость и неосторожно подставили бок своего танка под выстрел орудия Воронова. В результате первым же снарядом вражеский танк оказался подбитым. Тем временем советский танкист поджег вторую вражескую машину. Сменив огневую позицию, артиллеристы подбили ещё два немецких танка.
Всю ночь противники вели артиллерийский и минометный огонь по позициям дивизии. А утром перешли снова в атаку. Воронов хорошо видел бегущих вражеских автоматчиков, поддерживаемых минометным и пулеметным огнём. Орудие сержанта стало посылать в них снаряд за снарядом. Уже после первых же выстрелов замолчал один из вражеских пулеметов. Удалось подавить и второй пулемет. Лишившись огневой поддержки, вражеские автоматчики рассеялись и отступили.
1 мая 1944 в районе села Чобручи точным огнём уничтожил крупнокалиберный пулемет противника, препятствовавший переправе подразделений через реку Днестр. Был ранен, но остался в строю.
Приказом командира 295-й стрелковой дивизии от 28 мая 1944 года за активные и умелые действия в боях сержант Воронов Владимир Сергеевич был награждён орденом Славы 3-й степени.
25 августа 1944 в бою за город Котовск из орудия «подавил 2 пулемета и автоматическую пушку противника. Ведя огонь по отступающим гитлеровцам, он подбил три автомашины, уничтожил пять подвод и до пятнадцати фашистов». 26 августа при ликвидации окруженной группировки противника у села Карпинень «заметив группу противников до двухсот человек, которые, отстреливаясь, уходили в лес, Воронов открыл по ним огонь и уничтожил до шести десятков фашистов, одну автомашину, а двенадцать вражеских солдат взял в плен».
Приказом от 10 октября 1944 года старший сержант Воронов Владимир Сергеевич был награждён орденом Славы 2-й степени.
2 февраля 1945 года в бою у города Кюстрин старший сержант Воронов со своим расчётом уничтожил 3 пулемета противника, зенитную пушку, до 20 солдат и офицеров. Выстрелом из трофейного фаустпатрона поджёг вражеский танк, внезапно прорвавшийся к позициям расчёта. Экипаж взял в плен. За эти бои был представлен к награждению орденом Славы 1-й степени.
С боями дошел до Одера. Здесь старшина Воронов уже замещал командира взвода. Как только стрелковые подразделения захватили плацдарм за рекой и заняли оборону, артиллеристы переправили туда противотанковые орудия и стали на огневые позиции для прямой наводки. Отражая атаку фашистов, Воронов был тяжело ранен осколками разорвавшейся мины.
Очнулся в госпитале. Один из осколков застрял в черепной коробке. Хирурги долго не могли его извлечь. Вскрывали рану, сращивали кости. Когда же поставили на ноги, война закончилась. В госпитале он узнал и о последней награде.
Указом Президиума Верховного Совета СССР от 24 марта 1945 года за образцовое выполнение заданий командования в боях с немецко-вражескими захватчиками старший сержант Воронов Владимир Сергеевич награждён орденом Славы 1-й степени. Стал полным кавалером ордена Славы.
В июле 1945 года был демобилизован. Уже в мирное время получил инвалидность 1-й группы, сказались фронтовые раны. Жил в городе Мытищи Московской области. Умер 9 июня 1990 года.
Награждён орденами Отечественной войны 1-й степени, Славы 3-х степеней, медалями, в том числе «За отвагу».